# Heron z Aleksandrii
Heron z Aleksandrii (stgr. Ἥρων ὁ Ἀλεξανδρεύς Heron ho Aleksandreus, ok. 10 – ok. 70) – starogrecki matematyk, fizyk oraz konstruktor i wynalazca urządzeń mechanicznych.
Mimo wielkiej aktywności naukowej i pisarskiej, o jego życiu wiadomo jest bardzo niewiele. Najprawdopodobniej żył w I w. n.e., ale są historycy uważający, że w II w. p.n.e., a nawet w III w. n.e.
Jego największe osiągnięcia w matematyce to:
- wzór na pole trójkąta zwany wzorem Herona
- wzory na powierzchnię i objętość innych figur geometrycznych
- metody przybliżonego obliczania pierwiastków.

Do najbardziej znanych wynalazków należą:
- Bania Herona uważana za pierwowzór parowej turbiny
- maszyny do czerpania wody (fontanna Herona)
- maszyny oblężnicze (trebusz, katapulta, balista).

Heron zaproponował także wyjaśnienie prawa odbicia światła. Równość kątów odbicia i padania gwarantuje najkrótszą drogę. Heron był w ten sposób prekursorem zasady Fermata.
Prace Herona z zakresu mechaniki mają charakter encyklopedii zawierającej stan ówczesnej wiedzy z tego zakresu. Z jego dzieł zachowały się Pneumatyka, Automaty, Mechanika, Metryka i Zwierciadła, z czego trzy ostatnie znane są z tłumaczeń arabskich.